# Fissidens hadii
Fissidens hadii är en bladmossart som beskrevs av Banu-fattah 1995. Fissidens hadii ingår i släktet fickmossor, och familjen Fissidentaceae. Inga underarter finns listade i Catalogue of Life.